# Leoncjusz I (cesarz bizantyński)

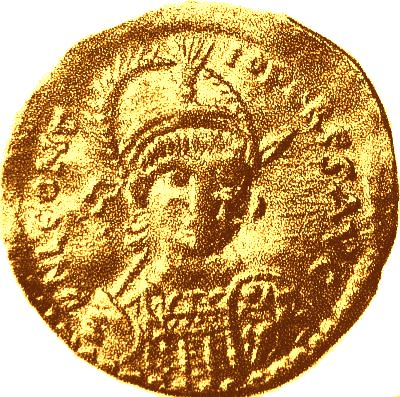
Solidus bizantyjskiego uzurpatora Leoncjusza. Awers: popiersie w diademie perłowym, w hełmie i kirysie, zwrócone lekko w prawo, w prawej ręce trzymające włócznię przez ramię, a na lewym tarczę

Leoncjusz I (Leontius, zm. w 488) – uzurpator za panowania cesarza Zenona w 484-488 w Izaurii.

## Życiorys
Był wojskowym Wschodniego Cesarstwa Rzymskiego, próbował objąć tron podczas powstania przeciw cesarzowi Zenonowi w latach 484-488.
Był z pochodzenia Syryjczykiem, pochodzącym z Dalisandus. Za cesarza Zenona został mianowany Magister militum dla Tracji.